# Jongerenorganisatie Forum voor Democratie
Jongerenorganisatie Forum voor Democratie (JFVD) is een Nederlandse politieke jongerenorganisatie verbonden met Forum voor Democratie. De beweging is bedoeld voor jongeren tussen de 14 en 30 jaar.

## Organisatie
De JFVD heeft een landelijk bestuur met daarin vijf leden. De organisatie heeft verschillende zogenoemde hubs opgericht per provincie, geregeld door steeds één lid van het bestuur samen met ten minste twee coördinators. Deze hubs organiseren events als zomer- en winterkampen voor leden en vormen een verbinding met het landelijk bestuur. Ook zouden de jongeren hier nieuwe dingen over diverse onderwerpen leren en zouden ze "op avontuur gaan".

## Ophef
Op 28 april 2020 kwam de JFVD in opspraak nadat HP/De Tijd WhatsApp-gesprekken in handen had gekregen met fascistische en antisemitische uitspraken van leden van de JFVD. Het bestuur van de jongerenorganisatie had laten weten om geen leden te royeren. Ook FVD-senator Lennart van der Linden reageerde op het nieuws: "De uitingen die u naar buiten brengt zijn walgelijk, maar we willen geen gedachtenpolitie zijn voor dingen die mensen privé doen. Wel is een van de betrokkenen die een formele rol binnen de JFVD had meteen uit zijn functie gezet". Naar aanleiding van de berichten stelde Forum voor Democratie een onderzoek in. Vervolgens werden drie leden geroyeerd en drie anderen geschorst door de partij. Journalist Chris Aalberts stelde vervolgens op Twitter vast dat een schorsing volgens de statuten van de JFVD niet mogelijk is. Niettemin werd op 17 november 2020 bekend dat de JFVD ook de klokkenluiders had geroyeerd, die de affaire aan het rollen hadden gebracht.
Op 21 november 2020 bleek uit een artikel in Het Parool dat JFVD-voorzitter Frederik Jansen (tevens beoogd nummer 7 op de FVD-lijst voor de Tweede Kamerverkiezingen van 2021) personen die neonazistisch en homofoob gedachtegoed zouden uitdragen, juist in coördinerende functies had benoemd. Hierop brak er ook binnen FVD een storm van kritiek los en verschillende FVD-prominenten, zoals Annabel Nanninga en Rob Roos, eisten dat de JFVD zou worden opgeheven of gesaneerd.
Op 24 november sprak een FVD-lid bij NPO Radio 1 over zijn ervaringen met de jongeren van FvD, waarbij hij aangaf dat er Erkenbranders zouden zitten onder de jongeren van de partij, die er zeer antisemitische ideeën op zouden nahouden.
Op 25 november onthulde de Dagelijkse Standaard dat ook Senator Nicki Pouw-Verweij harde uitspraken zou hebben gedaan over homoseksuelen in de JFVD appgroep. Zo zou mevrouw Pouw-Verweij het prima vinden dat gereformeerde scholen homoseksuelen weigeren.
In december 2021 kwam de JFVD opnieuw in opspraak door iedereen "een fijn Joelfeest" toe te wensen. Met deze verwijzing naar een oud-Germaans feest, dat ook bij de nazi's erg geliefd was, haalde de JFVD zich ook de woede op de hals van FVD-prominent Theo Hiddema.